# The Prismatic World Tour
The Prismatic World Tour è stato il terzo tour musicale della cantautrice statunitense Katy Perry, a supporto del suo quarto album Prism (2013).
Il tour è iniziato il 7 maggio 2014 a Belfast, nel Regno Unito. Il 18 novembre 2013 furono annunciate in anteprima le prime date inglesi del tour e successivamente quelle della tappa nordamericana, seguite da quelle in Oceania. Il 27 gennaio 2014, Katy Perry ha confermato che per ogni biglietto venduto della sua tournée, un dollaro sarebbe stato devoluto all'UNICEF.
The Prismatic World Tour portò la cantante ad esibirsi in Europa, Nord America, Sud America, Asia e Oceania, rivelandosi un successo internazionale e diventando il tour di Katy Perry di maggior successo fino ad oggi, avendo guadagnato 204 milioni di dollari. Fu un successo incredibile anche in Australia, dove 350.000 biglietti furono venduti in tutto il Paese, attirando 93.841 spettatori per i concerti di Sydney e ben 100.923 per quelli di Melbourne.
Anche per questo tour Katy Perry non mancò di visitare l'Italia, con un concerto sold-out al Mediolanum Forum il 21 febbraio 2015, un anno e quattro mesi dopo il lancio di Prism.

## Antefatti

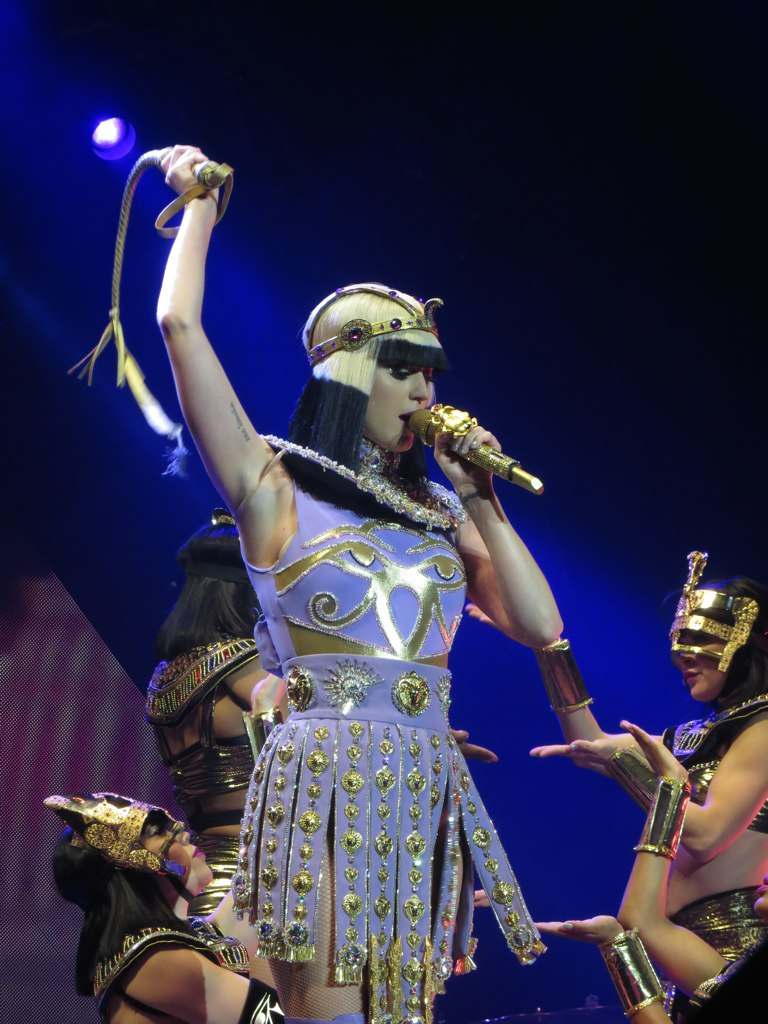
Katy Perry mentre si esibisce con Dark Horse.

Qualche settimana dopo l'annuncio delle prime date inglesi, Katy Perry, partecipando all'edizione italiana del programma X-Factor, confermò, che il suo imminente The Prismatic World Tour, avrebbe fatto tappa in Italia nell'autunno del 2014. Intanto, dopo aver confermato le date del Nord America e Oceania, il 21 gennaio 2014, la Perry mostrò in esclusiva ai suoi fans su Twitter le immagini del nuovo palco. I costumi del concerto sono stati disegnati da Valentino, Roberto Cavalli e Moschino.
La prima tappa ha attratto forti richieste dal pubblico, con la conseguente aggiunta di spettacoli supplementari a Belfast, Glasgow, Londra e Manchester, annunciati poche ore prima di essere messi in vendita. Anche negli Stati Uniti, in Canada e nel Messico sono stati aggiunti nuovi show poco dopo l'annuncio ufficiale della leg. A causa della vasta popolarità durante il periodo di pre-vendita, la cantante ha dovuto aggiungere altri spettacoli in Oceania, estendendo le date nelle città di Melbourne, Sydney e Brisbane. Jesse Lawrence da Forbes a proposito riferito della tappa nordamericana del tour, ha affermato che il costo medio dei biglietti della tappa è stato di $ 252,60. La sua analisi ha concluso che il tour è risultato più costoso di quello di altre cantanti, come Beyoncé e Lady Gaga.
Sulla graduatoria Mid Year Top 100 Worldwide Tours stilata da Pollstar, pubblicata nel luglio 2014, il Prismatic World Tour è stato classificato al 26º posto con un incasso di $22.000.000 e 249.716 biglietti venduti per i 22 spettacoli fino ad allora eseguiti. Il tour rimase anche in vetta alla graduatoria di Billboard riservata ai tour, durante la settimana culminante il 18 settembre con un incasso di $31.000.000 riguardanti i concerti nordamericani dell'evento che si sono verificati nell'arco di due mesi a partire il 15 luglio.

## Sinossi

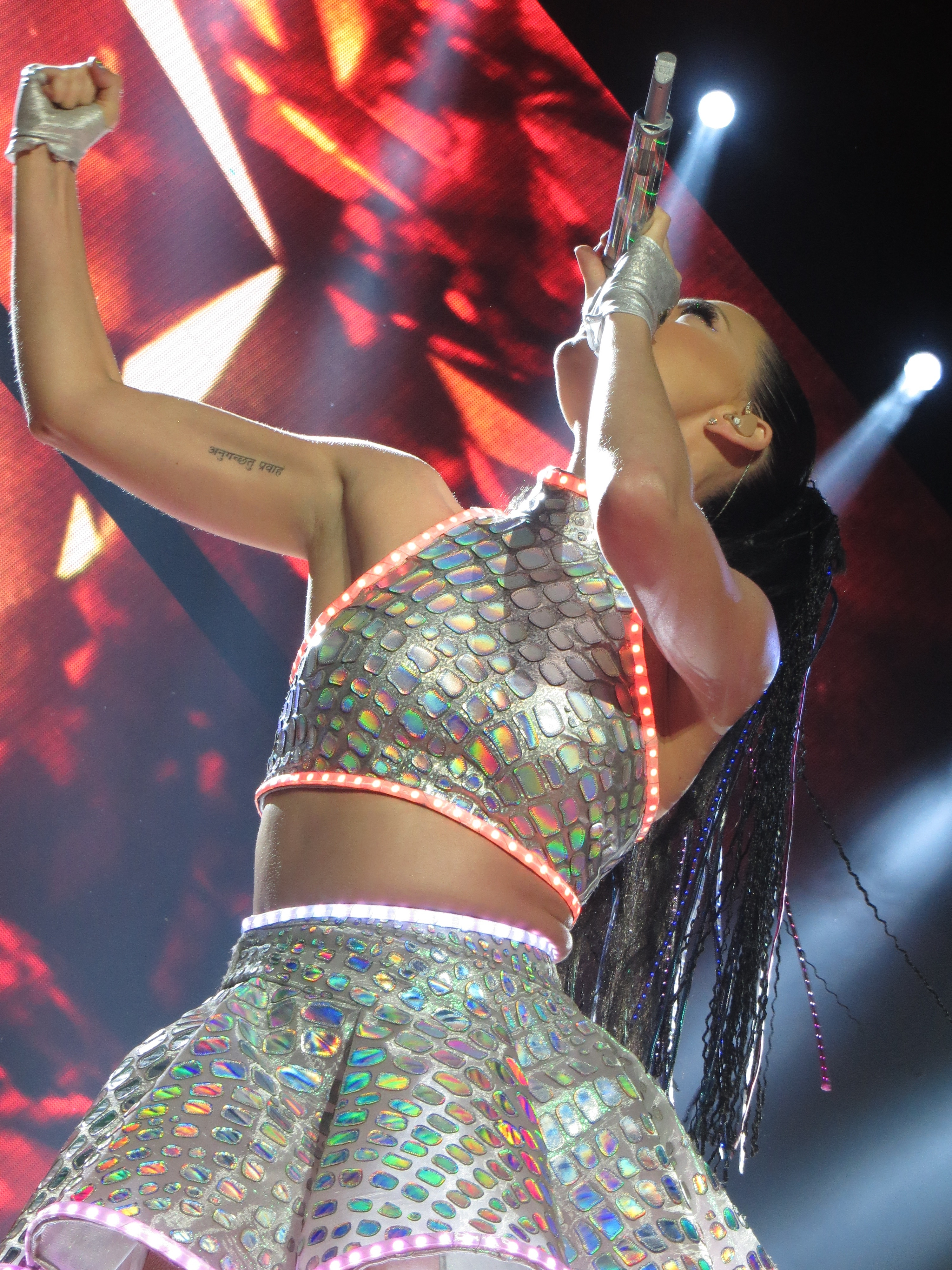
Katy Perry esegue Roar

Lo spettacolo inizia con un'area del palco che si muove per creare una piramide dalla quale emerge Katy Perry, con indosso un luccicante abito firmato Roberto Cavalli. La cantante esegue così Roar, che include un salto della corda con luci al neon. Segue Part of Me, eseguita sulle passerelle del palco, e Wide Awake in versione dubstep, durante la quale Katy si alza in aria sopra una piattaforma triangolare. 
Dopo aver dato il benvenuto al pubblico, la Perry esegue un medley di This Moment e Love Me , mentre tante luci illuminano l'ambiente. Al termine di quest'ultimo, l'artista sparisce nel backstage per un cambio d'abito.
Dopo un video di intermezzo, Katy Perry riappare in sella ad un cavallo meccanico, indossando un abito di pelle violaceo di ispirazione egizia, ricoperto di diamanti e di motivi oculari. Indossa anche una parrucca bionda e nera, un diadema tempestato di perle ed un collare dello stesso colore del vestito. La popstar intona quindi Dark Horse e successivamente E.T.. Durante la parte finale di quest'ultima, la Perry canta appesa a una struttura a forma di diamante agganciata al soffitto e incomincia a roteare. Seguono successivamente Legendary Lovers e I Kissed a Girl. Per questa canzone i ballerini sono vestiti da mummie con occhiali da sole, rossetto e parrucca. Finita la canzone, Katy Perry scompare attraverso una botola nel centro del palco.

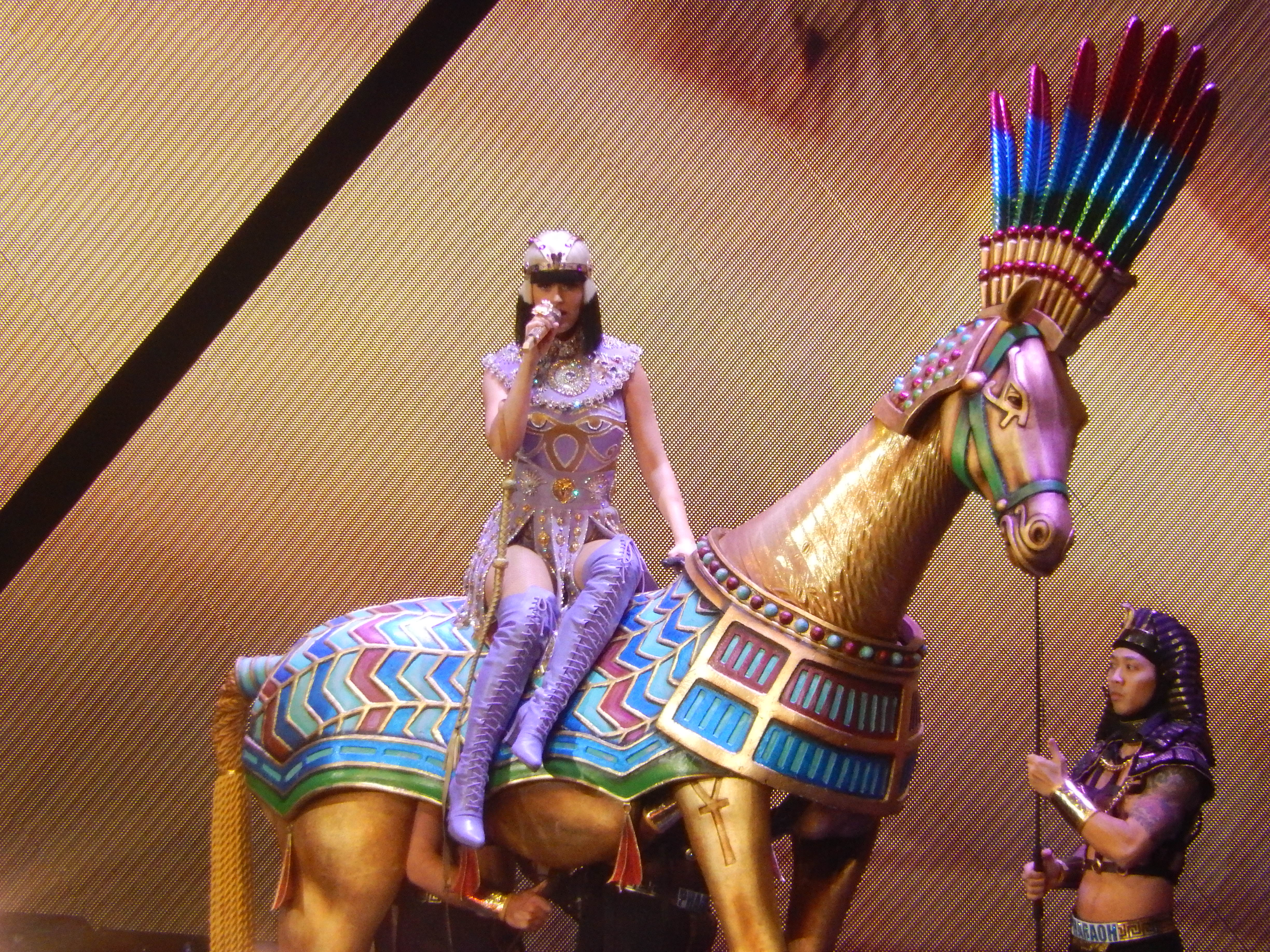
Katy Perry mentre si esibisce con Dark Horse

Un video di intermezzo mostra un gatto che viene trasportato dalle Piramidi di Giza a Kittywood. La popstar torna sul palco emergendo da un'enorme palla di legno indossando questa volta un vestito da gatta rosa, vestito indossato poi anche dai ballerini. Viene eseguita quindi una versione jazz di Hot n Cold. Finita quest'ultima la Perry si esibisce con un mash-up tra International Smile e Vogue di Madonna simulando una sfilata di moda insieme ai ballerini. Mentre la cantante scompare dietro le quinte, i ballerini interpretano una piccola scena in cui dei gatti inseguono un topo.

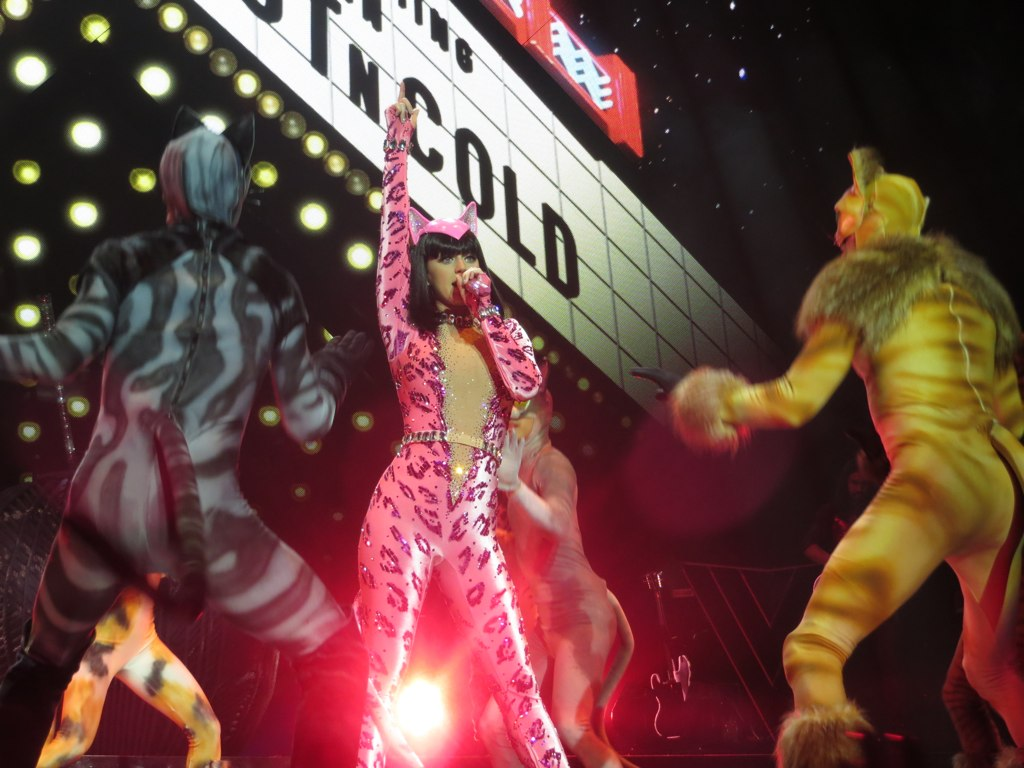
Katy Perry mentre si esibisce con Hot n Cold.

Katy Perry ritorna sul palco indossando un abito e un copricapo in stile farfalla eseguendo in chiave acustica By the Grace of God. Poi invita un fan sul palco e si fa un selfie con lui. Segue un mash-up di The One That Got Away e Thinking of You e Unconditionally.
Il quinto atto dello spettacolo si apre con un Megamix Dance Party, interpretato dai ballerini e dalle coriste, che non è altro che l'insieme di canzoni selezionate dalla stessa Perry. La cantante ritorna sul palco con un vestito giallo e nero pieno di emoticons e di simboli della pace intonando Walking on Air. Durante l'esecuzione del brano la popstar si libra in aria tramite delle imbracature e passa sopra il parterre. Successivamente indossa un enorme vestito yin e yang ed esegue It Takes Two. La canzone viene eseguita in aria, ma la gonna, essendo molto lunga, viene fatta poggiare sul suolo, dando l'impressione che Katy Perry sia altissima. Toltasi le imbracature e il vestito enorme l'artista si esibisce con un mash-up di This Is How We Do e Last Friday Night (T.G.I.F.), con l'ausilio di un'automobile gonfiabile sul palco.

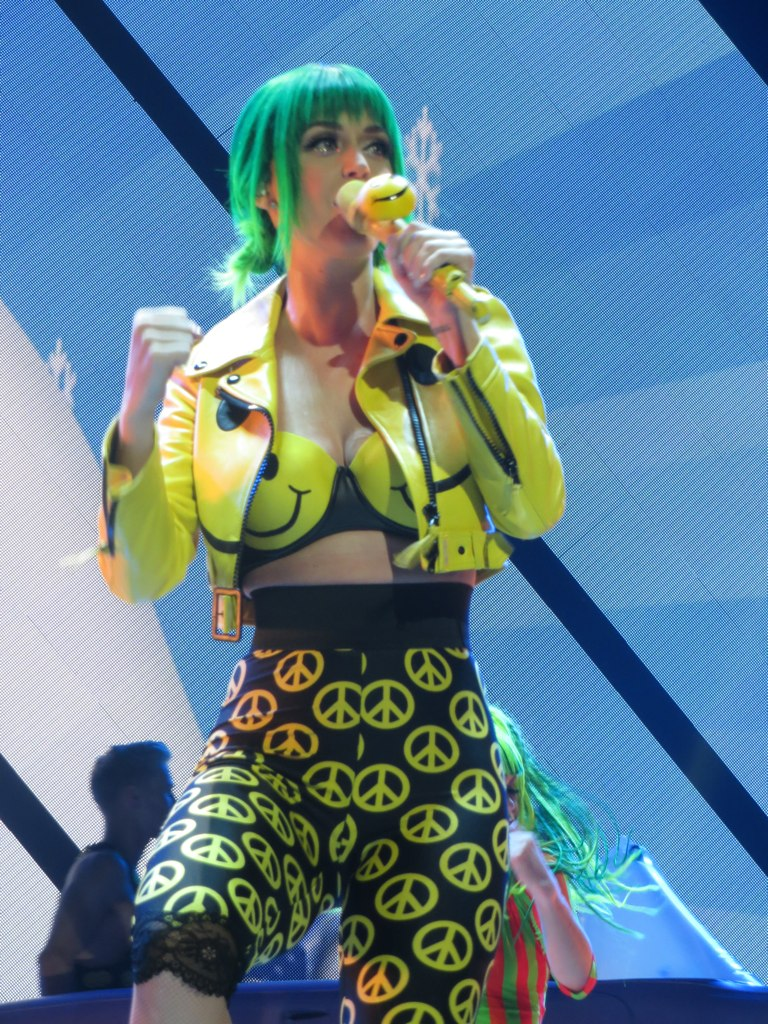
Katy Perry mentre si esibisce con This Is How We Do.

Viene proiettato un video sullo schermo chiamato dove Katy Perry viene raffigurata come una malata mentale all'interno di una stanza imbottita di un manicomio. Ad un certo punto numerosi schizzi di colore riempiono la stanza e la camicia di forza della cantante. Finito il video, la cantante torna sul palco indossando un reggiseno e una gonna coperti da foglie di palma fosforescenti. La popstar intona poi Teenage Dream e California Gurls. Durante quest'ultima i ballerini ricreano la scritta "Hollywood" presente sulle colline di Los Angeles. La Perry si cambia d'abito e questa volta indossa il Birthday Suit, una calzamaglia tappezzata di disegni di palloncini, coriandoli e torte. Interpreta quindi Birthday e chiama una persona del pubblico il cui il compleanno sia vicino alla data dello show e la fa sedere su un trono su cui insieme cantano la canzone. Subito dopo Katy Perry sale su un sedile particolare attaccato a tantissimi palloncini ed inizia a volare sopra il pubblico mentre piovono coriandoli e altri palloncini. Finita l'esibizione, ringrazia il pubblico e i musicisti e scompare poi dietro il palco.
Un video di intermezzo chiamato Prism Vision invita il pubblico ad indossare gli occhiali da sole raffiguranti arcobaleni e stelle che dovevano essere presi con sé all'entrata del concerto. Il video dice che serve per godersi appieno la prossima esibizione. Katy Perry quindi entra con un pomposo vestito blu con una moltitudine di fuochi d'artificio disegnati sopra e canta Firework. Durante l'esecuzione del brano vengono lanciati numerosi fuochi d'artificio. Lo show si chiude con la Perry che ringrazia il pubblico mentre scompare sotto la piramide da cui era entrata inizialmente.

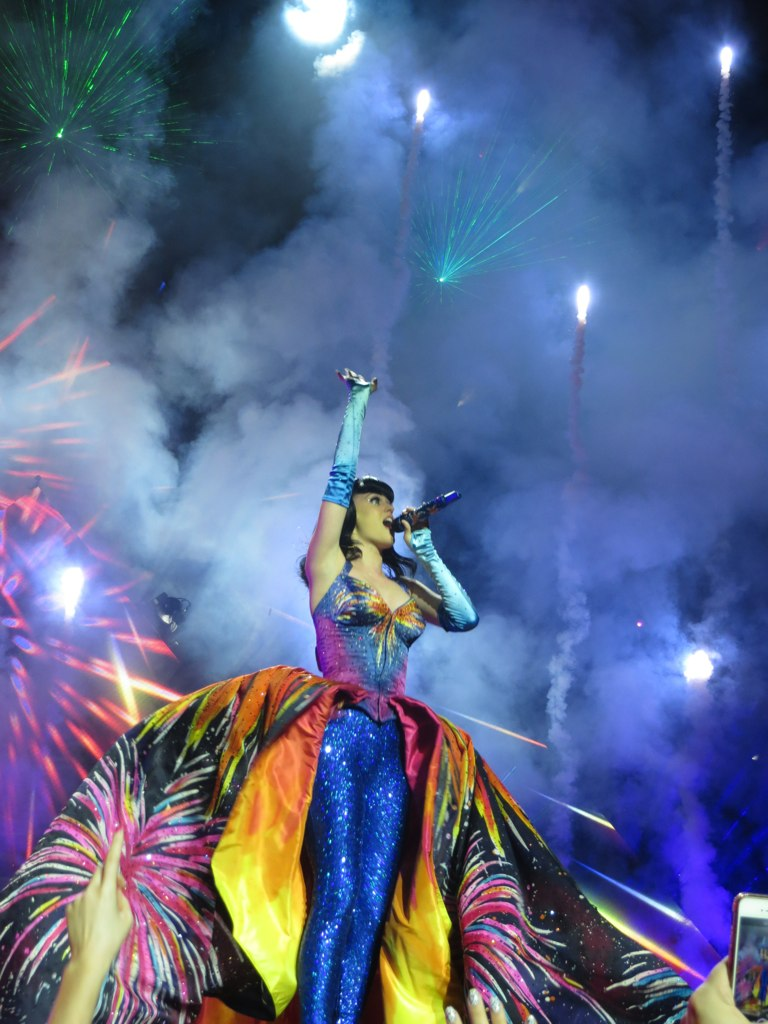
Katy Perry mentre si esibisce con Firework.

## Scenografia e costumi

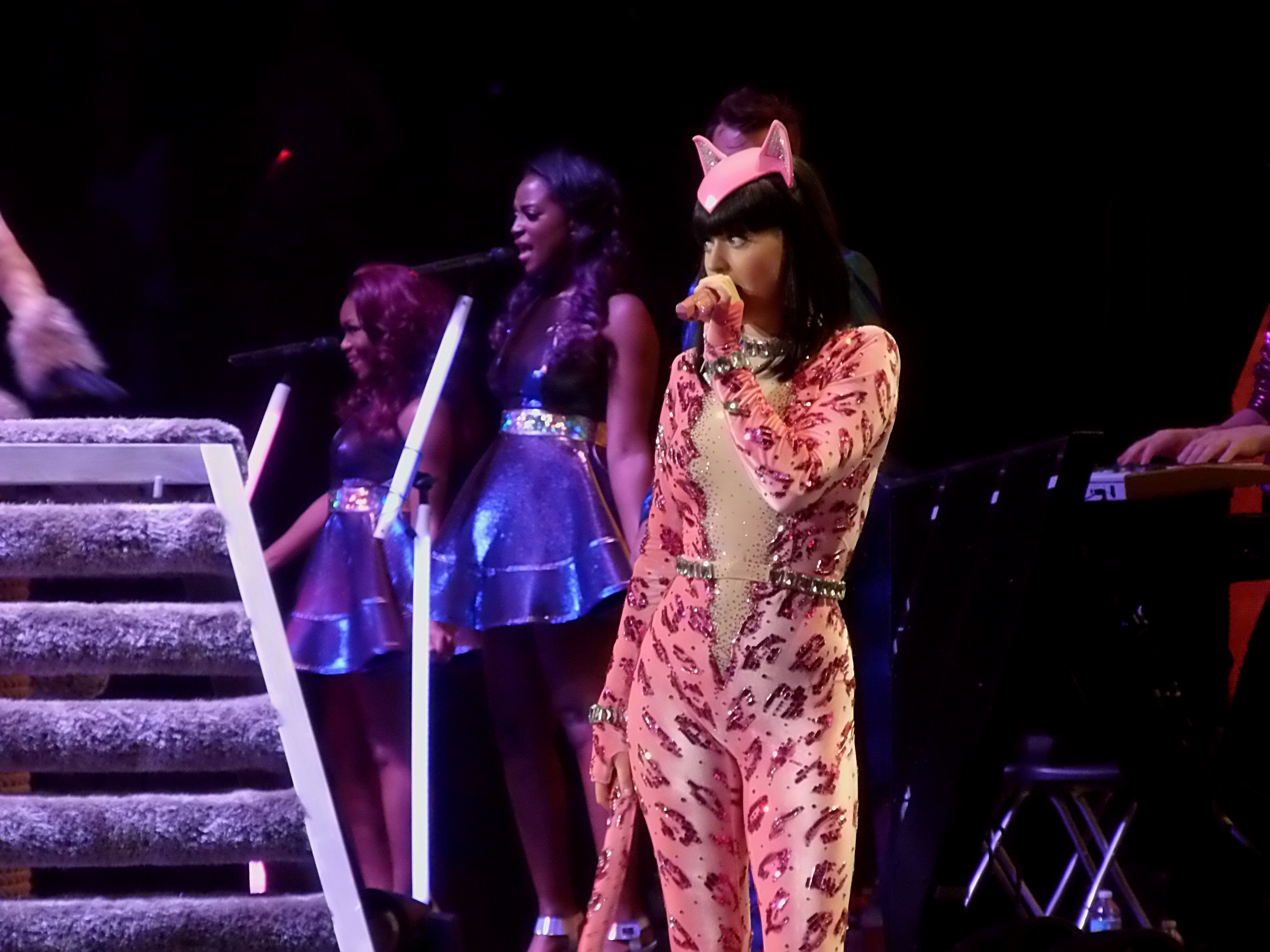
Katy Perry durante la sezione Cat-Oure del concerto

Katy Perry affidò la produzione dei dettagli più particolari dei costumi alla designer Marina Toybina, che curò particolarmente le loro varie funzioni (alcuni si illuminavano al buio). In tutto vennero realizzati più di 270 costumi. Il palco inoltre, venne svelato insieme all'annuncio ufficiale del tour. È costituito da un main stage di forma triangolare, con numerose botole e uno spazio per accedere al backstage e un grande schermo, anch'esso triangolare. 
Lo spazio del palco che accoglie una parte dei fan nel parterre è stata denominata The Reflection Section.
Per il primo atto, Katy Perry indossò un abito argentato costituito da un top, una minigonna, dei guanti senza dita e scarpe coordinate. Per il secondo invece, la cantante indossò un abito di ispirazione egizia, con un body viola ricoperto di disegni dorati, come l'occhio di Horus, una parrucca bianca e nera, un gonnellino a frange e degli stivali viola. Il terzo atto comprendeva delle tute ispirate ai gatti, con tanto di code, finte orecchie, e maschere per i ballerini. Per la sezione acustica, la Perry aveva indosso un abito in stile "Regina delle Fate", comprendente un abito lungo con una gonna bianca semitrasparente, un mantello simile a delle ali di farfalla e una parrucca. Durante il quinto atto, l'artista indossò una giacca gialla, un reggiseno con degli smile, una parrucca verde, delle scarpe sportive e dei leggings anch'essi con degli smile. Seguiva poi il sesto ed ultimo atto, per il quale la Perry aveva indosso un top e una gonna color verde fluorescente, che parevano fatti con foglie di palma. Sempre nel sesto atto, per la terza canzone, Katy aveva invece una tuta con dei disegni in stile compleanno.  Infine, per l'encore, Katy Perry utilizzò un elegante abito con una grande gonna raffigurante dei fuochi d'artificio.

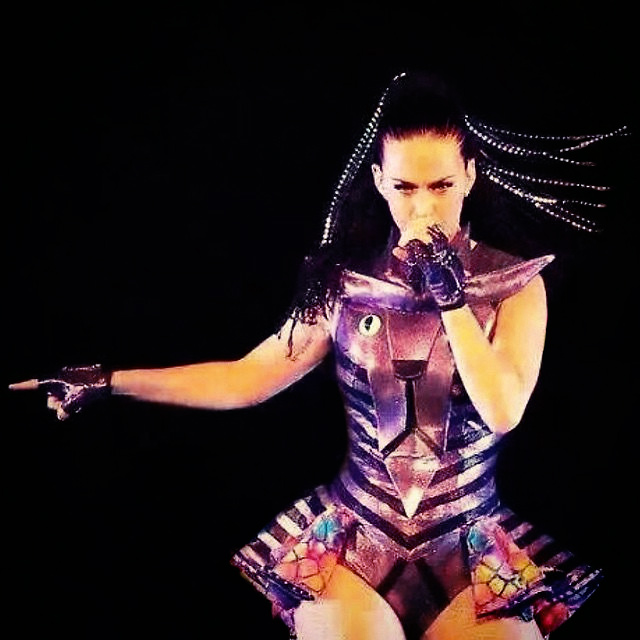
Katy Perry con il nuovo abito per il primo atto a Shanghai

Nella data di Birmingham, il 14 maggio 2014, per il secondo atto, l'artista indossò un abito rosso con degli stivali da gladiatore al posto dell'abito viola. 
Per le date asiatiche, l'abito del primo atto venne sostituito da un abito viola con un disegno simile al volto di un leone e l'abito del quarto atto venne sostituito da uno verde con dei finti girasoli. Poi, per il quinto e sesto atto, venne indossato un abito verde con dei finti schizzi di vernice. 
Per le date sudamericane e il Radio 1's Big Weekend, l'abito con gli schizzi di vernice venne sostituito da uno fucsia e giallo fluo, costituito da top, minigonna e calzature coordinate.

## Critica

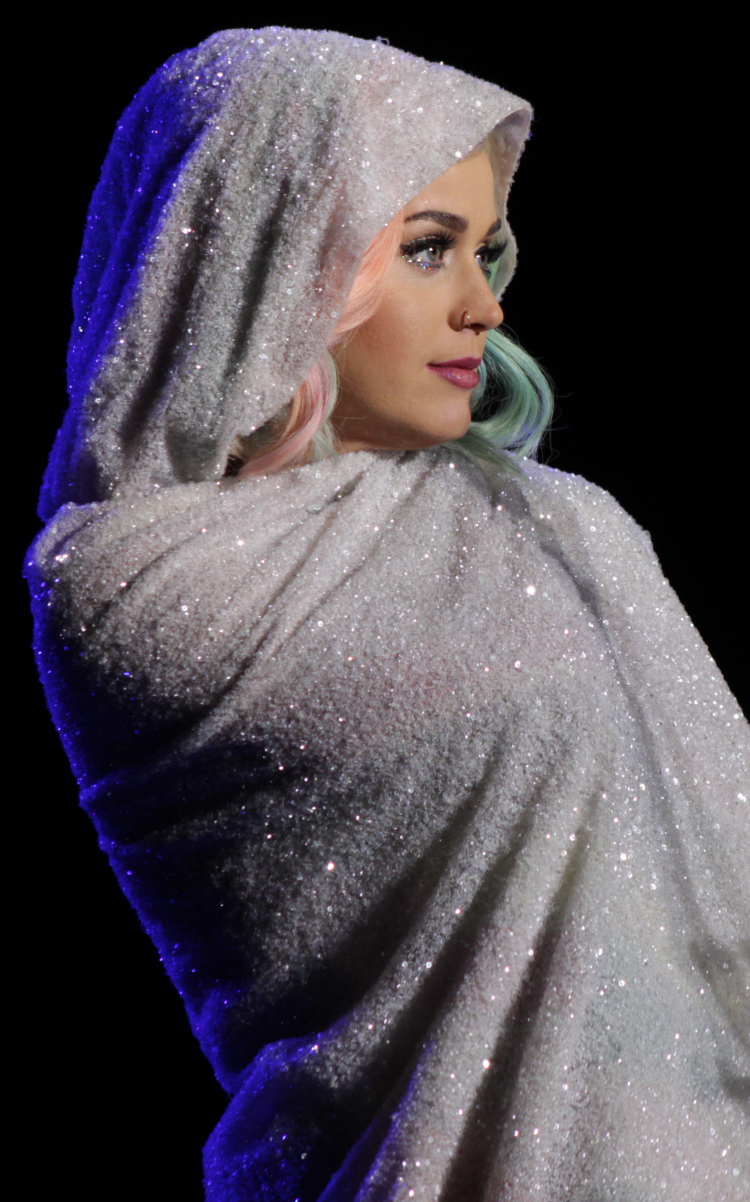
Katy Perry durante la sessione acustica dello spettacolo di Santiago del Cile.

Il tour è stato acclamato all'unanimità dai critici professionali. Colin Stutz, di Billboard, ha descritto il tour come "una spettacolare esplosione di luci e di colori" ed è stato piacevolmente sorpreso dal mashup di International Smile con Vogue di Madonna. Julian Douglas, di Entertainment.ie, ha scritto che Katy Perry "ha saputo intrattenere, entusiasmare ed allietare il suo pubblico" e che "trasudava di professionalità e serietà". Emilee Linder di MTV News ha ammirato il fatto che Katy Perry ha saputo mantenere la sua promessa di creare uno spettacolo che fosse "una festa per gli occhi e per Instagram".. Mike Wass di Idolator ha lodato i costumi e le scenografie e ha etichettato lo show come "uno spettacolo di caramelle e di colori".. Mattew Magee di The Daily Telegraph ha assegnato al tour quattro stelle su cinque, affermando che Katy Perry "sa come prendere il pubblico". Richard Clayton di Financial Times ha assegnato cinque stelle su cinque, elogiando le capacità vocali della Perry e definendo lo spettacolo come "puro divertimento".
Panorama ha scritto una recensione abbastanza positiva del concerto di Katy Perry a Milano, interrogandosi se si sia creato "il giusto contatto emotivo con il pubblico" e mettendo in dubbio l'originalità degli espedienti scenici, giudicando l'apparato scenografico "grande, maestoso e pazzesco a tal punto da schiacciare (talvolta) l'artista", ma lodando la resa della cantante nella sezione acustica del concerto e "la sua capacità di dare buone performance vocali anche senza coriste e bassi stordenti", nonché "l'enorme senso di divertimento che si respirava nel palazzetto".
Positiva anche la recensione dell'olandese NRC degli show di Amsterdam, che si interrogava sul vero significato di una tale "parata di simbolismo".

## Scaletta
La seguente è la scaletta dello show del 30 maggio 2014 di Londra. Non rappresenta necessariamente la scaletta di tutto il tour.
1. Roar
2. Part of Me
3. Wide Awake (versione dubstep)
4. This Moment / Love Me
5. Dark Horse
6. E.T.
7. Legendary Lovers
8. I Kissed a Girl
9. Hot n Cold (versione jazz)
10. International Smile / Vogue
11. By the Grace of God
12. The One That Got Away / Thinking of You
13. Unconditionally

Megamix Dance Party (dance interlude; band e ballerini)
1. Walking on Air
2. It Takes Two
3. This Is How We Do / Last Friday Night (T.G.I.F.)
4. Teenage Dream
5. California Gurls
6. Birthday

Prism Vision (interlude)
1. Firework

### Variazioni
- In alcune date del 2014 e degli inizi del 2015 Katy ha eseguito Double Rainbow.
- In alcune date selezionate, come quella di New York del 24 luglio 2014 e quella di Taipei del 28 aprile 2015, Ferras si è unito a Katy Perry e insieme hanno cantato Legends Never Die.
- A partire dalle date asiatiche, la scaletta venne ridotta: non vennero più eseguiti il mashup This Moment/Love Me e i brani It Takes Two e Birthday .

## Artisti d'apertura
La seguente lista rappresenta il numero correlato agli artisti d'apertura nella tabella delle date del tour.
- Icona Pop = 1
- Capital Cities = 2
- Ferras = 3
- Kacey Musgraves = 4
- Tegan and Sara = 5
- Becky G = 6
- Betty Who = 7
- Tove Lo = 8
- Charli XCX = 9
- The Dolls = 10
- Gala Brie = 11
- AlunaGeorge = 12
- Tinashe = 13
- Lali Espósito = 14
- Durazno = 15

## Date
| Data              | Città                 | Stato           | Luogo                           | Artisti d'apertura | Biglietti venduti / Biglietti disponibili | Incasso      |
| Europa            | Europa                | Europa          | Europa                          | Europa             | Europa                                    | Europa       |
| ----------------- | --------------------- | --------------- | ------------------------------- | ------------------ | ----------------------------------------- | ------------ |
| 7 maggio 2014     | Belfast               | Nord Irlanda    | Odyssey Arena                   | 1                  | 18.553 / 18.553                           | $1.658.690   |
| 8 maggio 2014     | Belfast               | Nord Irlanda    | Odyssey Arena                   | 1                  | 18.553 / 18.553                           | $1.658.690   |
| 10 maggio 2014    | Newcastle upon Tyne   | Inghilterra     | Metro Radio Arena               | 1                  | N.D.                                      | N.D.         |
| 11 maggio 2014    | Nottingham            | Inghilterra     | Capital FM Arena                | 1                  | N.D.                                      | N.D.         |
| 13 maggio 2014    | Birmingham            | Inghilterra     | LG Arena                        | 1                  | N.D.                                      | N.D.         |
| 14 maggio 2014    | Birmingham            | Inghilterra     | LG Arena                        | 1                  | N.D.                                      | N.D.         |
| 17 maggio 2014    | Glasgow               | Scozia          | The SSE Hydro                   | 1                  | N.D.                                      | N.D.         |
| 18 maggio 2014    | Glasgow               | Scozia          | The SSE Hydro                   | 1                  | N.D.                                      | N.D.         |
| 20 maggio 2014    | Manchester            | Inghilterra     | Phones 4U Arena                 | 1                  | 21.343 / 24.951                           | $1.796.590   |
| 21 maggio 2014    | Liverpool             | Inghilterra     | Echo Arena Liverpool            | 1                  | N.D.                                      | N.D.         |
| 23 maggio 2014    | Sheffield             | Inghilterra     | Motorpoint Arena                | 1                  | N.D.                                      | N.D.         |
| 24 maggio 2014    | Manchester            | Inghilterra     | Phones 4U Arena                 | 1                  | [ 21 ]                                    | [ 21 ]       |
| 25 maggio 2014    | Glasgow               | Scozia          | Glasgow Green                   | N.D.               | N.D.                                      | N.D.         |
| 27 maggio 2014    | Londra                | Inghilterra     | The O2 Arena                    | 1                  | 53.871 / 63.574                           | $5.023.470   |
| 28 maggio 2014    | Londra                | Inghilterra     | The O2 Arena                    | 1                  | 53.871 / 63.574                           | $5.023.470   |
| 30 maggio 2014    | Londra                | Inghilterra     | The O2 Arena                    | 1                  | 53.871 / 63.574                           | $5.023.470   |
| 31 maggio 2014    | Londra                | Inghilterra     | The O2 Arena                    | 1                  | 53.871 / 63.574                           | $5.023.470   |
| Nord America      |                       |                 |                                 |                    |                                           |              |
| 22 giugno 2014    | Raleigh               | Stati Uniti     | PNC Arena                       | 2 ; 3              | 13.704 / 13.704                           | $1.461.008   |
| 24 giugno 2014    | Washington            | Stati Uniti     | Verizon Center                  | 2 ; 3              | 26.508 / 26.508                           | $3.293.503   |
| 25 giugno 2014    | Washington            | Stati Uniti     | Verizon Center                  | 2 ; 3              | 26.508 / 26.508                           | $3.293.503   |
| 27 giugno 2014    | Nashville             | Stati Uniti     | Bridgestone Arena               | 2 ; 3              | 13.487 / 13.487                           | $1.567.175   |
| 28 giugno 2014    | Atlanta               | Stati Uniti     | Philips Arena                   | 2 ; 3              | 12.843 / 12.843                           | $1.525.349   |
| 30 giugno 2014    | Tampa                 | Stati Uniti     | Tampa Bay Times Forum           | 2 ; 3              | 13.680 / 13.680                           | $1.503.644   |
| 2 luglio 2014     | Sunrise               | Stati Uniti     | BB&T Center                     | 2 ; 3              | 12.888 / 12.888                           | $1.382.655   |
| 3 luglio 2014     | Miami                 | Stati Uniti     | American Airlines Arena         | 2 ; 3              | 13.543 / 13.543                           | $1.432.275   |
| 7 luglio 2014     | Uncasville            | Stati Uniti     | Mohegan Sun Arena               | 2 ; 3              | 6.286 / 6.541                             | $941.786     |
| 9 luglio 2014     | New York              | Stati Uniti     | Madison Square Garden           | 2 ; 3              | 13.846 / 13.846                           | $2.047.284   |
| 11 luglio 2014    | Newark                | Stati Uniti     | Prudential Center               | 2 ; 3              | 25.584 / 25.584                           | $3.363.432   |
| 12 luglio 2014    | Newark                | Stati Uniti     | Prudential Center               | 2 ; 3              | 25.584 / 25.584                           | $3.363.432   |
| 15 luglio 2014    | Montréal              | Canada          | Bell Centre                     | 2 ; 3              | 14.284 / 14.284                           | $1.332.540   |
| 16 luglio 2014    | Ottawa                | Canada          | Canadian Tire Centre            | 2 ; 3              | 13.260 / 13.260                           | $1.053.260   |
| 18 luglio 2014    | Toronto               | Canada          | Air Canada Centre               | 2 ; 3              | 44.556 / 44.556                           | $4.403.610   |
| 19 luglio 2014    | Toronto               | Canada          | Air Canada Centre               | 2 ; 3              | 44.556 / 44.556                           | $4.403.610   |
| 21 luglio 2014    | Toronto               | Canada          | Air Canada Centre               | 2 ; 3              | 44.556 / 44.556                           | $4.403.610   |
| 22 luglio 2014    | Pittsburgh            | Stati Uniti     | Consol Energy Center            | 2 ; 3              | 13.909 / 13.909                           | $1.440.835   |
| 24 luglio 2014    | Brooklyn              | Stati Uniti     | Barclays Center                 | 2 ; 3              | 27.823 / 27.823                           | $3.280.455   |
| 25 luglio 2014    | Brooklyn              | Stati Uniti     | Barclays Center                 | 2 ; 3              | 27.823 / 27.823                           | $3.280.455   |
| 1º agosto 2014    | Boston                | Stati Uniti     | TD Garden                       | 2 ; 3              | 26.227 / 26.227                           | $3.178.415   |
| 2 agosto 2014     | Boston                | Stati Uniti     | TD Garden                       | 2 ; 3              | 26.227 / 26.227                           | $3.178.415   |
| 4 agosto 2014     | Filadelfia            | Stati Uniti     | Wells Fargo Center              | 2 ; 3              | 28.213 / 28.213                           | $2.952.334   |
| 5 agosto 2014     | Filadelfia            | Stati Uniti     | Wells Fargo Center              | 2 ; 3              | 28.213 / 28.213                           | $2.952.334   |
| 7 agosto 2014     | Chicago               | Stati Uniti     | United Center                   | 2 ; 3              | 27.851 / 27.851                           | $3.369.142   |
| 8 agosto 2014     | Chicago               | Stati Uniti     | United Center                   | 2 ; 3              | 27.851 / 27.851                           | $3.369.142   |
| 10 agosto 2014    | Grand Rapids          | Stati Uniti     | Van Andel Arena                 | 4 ; 3              | 10.286 / 10.286                           | $787.474     |
| 11 agosto 2014    | Auburn Hills          | Stati Uniti     | The Palace of Auburn Hills      | 4 ; 3              | 13.888 / 13.888                           | $1.363.889   |
| 13 agosto 2014    | Columbus              | Stati Uniti     | Nationwide Arena                | 4 ; 3              | 14.138 / 14.138                           | $1.391.453   |
| 14 agosto 2014    | Cleveland             | Stati Uniti     | Quicken Loans Arena             | 4 ; 3              | 15.376 / 15.376                           | $1.336.244   |
| 16 agosto 2014    | Louisville            | Stati Uniti     | KFC Yum! Center                 | 4 ; 3              | 16.306 / 16.306                           | $1.607.190   |
| 17 agosto 2014    | Saint Louis           | Stati Uniti     | Scottrade Center                | 4 ; 3              | 14.395 / 14.395                           | $1.463.826   |
| 19 agosto 2014    | Kansas City           | Stati Uniti     | Sprint Center                   | 4 ; 3              | 13.132 / 13.132                           | $1.219.456   |
| 20 agosto 2014    | Lincoln               | Stati Uniti     | Pinnacle Bank Arena             | 4 ; 3              | 13.693 / 13.693                           | $1.217.100   |
| 22 agosto 2014    | Minneapolis           | Stati Uniti     | Target Center                   | 4 ; 3              | 13.718 / 13.718                           | $1.357.694   |
| 23 agosto 2014    | Fargo                 | Stati Uniti     | Fargodome                       | 4 ; 3              | 21.843 / 21.843                           | $1.660.459   |
| 26 agosto 2014    | Winnipeg              | Canada          | MTS Centre                      | 4 ; 3              | 11.858 / 11.858                           | $956.695     |
| 28 agosto 2014    | Saskatoon             | Canada          | Credit Union Centre             | 4 ; 3              | 12.379 / 12.379                           | $940.310     |
| 29 agosto 2014    | Calgary               | Canada          | Scotiabank Saddledome           | 4 ; 3              | 12.295 / 12.295                           | $1.239.040   |
| 31 agosto 2014    | Edmonton              | Canada          | Rexall Place                    | 4 ; 3              | 25.112 / 25.112                           | $2.161.810   |
| 1º settembre 2014 | Edmonton              | Canada          | Rexall Place                    | 4 ; 3              | 25.112 / 25.112                           | $2.161.810   |
| 9 settembre 2014  | Vancouver             | Canada          | Rogers Arena                    | 4 ; 3              | 27.462 / 27.462                           | $2.680.950   |
| 10 settembre 2014 | Vancouver             | Canada          | Rogers Arena                    | 4 ; 3              | 27.462 / 27.462                           | $2.680.950   |
| 12 settembre 2014 | Portland              | Stati Uniti     | Moda Center                     | 5 ; 3              | 13.675 / 13.675                           | $1.137.015   |
| 13 settembre 2014 | Tacoma                | Stati Uniti     | Tacoma Dome                     | 5 ; 3              | 19.902 / 19.902                           | $1.764.933   |
| 16 settembre 2014 | Anaheim               | Stati Uniti     | Honda Center                    | 5 ; 3              | 23.374 / 23.374                           | $2.619.670   |
| 17 settembre 2014 | Anaheim               | Stati Uniti     | Honda Center                    | 5 ; 3              | 23.374 / 23.374                           | $2.619.670   |
| 19 settembre 2014 | Los Angeles           | Stati Uniti     | Staples Center                  | 5 ; 3              | 28.791 / 28.791                           | $3.606.823   |
| 20 settembre 2014 | Los Angeles           | Stati Uniti     | Staples Center                  | 5 ; 3              | 28.791 / 28.791                           | $3.606.823   |
| 22 settembre 2014 | San Jose              | Stati Uniti     | SAP Center                      | 5 ; 3              | 25.173 / 25.173                           | $2.963.031   |
| 23 settembre 2014 | San Jose              | Stati Uniti     | SAP Center                      | 5 ; 3              | 25.173 / 25.173                           | $2.963.031   |
| 25 settembre 2014 | Glendale              | Stati Uniti     | Gila River Arena                | 5 ; 3              | 13.145 / 13.145                           | $1.423.994   |
| 26 settembre 2014 | Las Vegas             | Stati Uniti     | MGM Grand Garden Arena          | 5 ; 3              | 12.886 / 12.886                           | $1.742.965   |
| 29 settembre 2014 | Salt Lake City        | Stati Uniti     | EnergySolutions Arena           | 5 ; 3              | 13.860 / 13.860                           | $1.218.622   |
| 30 settembre 2014 | Denver                | Stati Uniti     | Pepsi Center                    | 5 ; 3              | 12.784 / 12.784                           | $1.283.904   |
| 2 ottobre 2014    | Dallas                | Stati Uniti     | American Airlines Center        | 5 ; 3              | 27.453 / 27.453                           | $3.520.503   |
| 3 ottobre 2014    | Dallas                | Stati Uniti     | American Airlines Center        | 5 ; 3              | 27.453 / 27.453                           | $3.520.503   |
| 5 ottobre 2014    | Memphis               | Stati Uniti     | FedExForum                      | 5 ; 3              | 13.136 / 13.136                           | $1.177.517   |
| 6 ottobre 2014    | Tulsa                 | Stati Uniti     | BOK Center                      | 5 ; 3              | 12.388 / 12.388                           | $1.285.851   |
| 8 ottobre 2014    | New Orleans           | Stati Uniti     | New Orleans Arena               | 5 ; 3              | 13.718 / 13.718                           | $1.274.571   |
| 10 ottobre 2014   | Houston               | Stati Uniti     | Toyota Center                   | 6 ; 3              | 24.268 / 24.268                           | $2.692.788   |
| 11 ottobre 2014   | Houston               | Stati Uniti     | Toyota Center                   | 6 ; 3              | 24.268 / 24.268                           | $2.692.788   |
| 14 ottobre 2014   | Monterrey             | Messico         | Arena Monterrey                 | 6                  | N.D.                                      | N.D.         |
| 15 ottobre 2014   | Monterrey             | Messico         | Arena Monterrey                 | 6                  | N.D.                                      | N.D.         |
| 17 ottobre 2014   | Città del Messico     | Messico         | Palacio de los Deportes         | 6                  | 39.212 / 40.368                           | $3.726.052   |
| 18 ottobre 2014   | Città del Messico     | Messico         | Palacio de los Deportes         | 6                  | 39.212 / 40.368                           | $3.726.052   |
| Oceania           |                       |                 |                                 |                    |                                           |              |
| 7 novembre 2014   | Perth                 | Australia       | Perth Arena                     | 7                  | 29.153 / 29.153                           | $3.822.000   |
| 8 novembre 2014   | Perth                 | Australia       | Perth Arena                     | 7                  | 29.153 / 29.153                           | $3.822.000   |
| 11 novembre 2014  | Adelaide              | Australia       | Adelaide Entertainment Centre   | 7                  | 18.426 / 18.426                           | $2.264.770   |
| 12 novembre 2014  | Adelaide              | Australia       | Adelaide Entertainment Centre   | 7                  | 18.426 / 18.426                           | $2.264.770   |
| 14 novembre 2014  | Melbourne             | Australia       | Rod Laver Arena                 | 7                  | 100.923 / 100.923                         | $13.360.900  |
| 15 novembre 2014  | Melbourne             | Australia       | Rod Laver Arena                 | 7                  | 100.923 / 100.923                         | $13.360.900  |
| 17 novembre 2014  | Melbourne             | Australia       | Rod Laver Arena                 | 7                  | 100.923 / 100.923                         | $13.360.900  |
| 19 novembre 2014  | Melbourne             | Australia       | Rod Laver Arena                 | 7                  | 100.923 / 100.923                         | $13.360.900  |
| 21 novembre 2014  | Sydney                | Australia       | Allphones Arena                 | 7                  | 93.841 / 93.841                           | $12.177.000  |
| 22 novembre 2014  | Sydney                | Australia       | Allphones Arena                 | 7                  | 93.841 / 93.841                           | $12.177.000  |
| 24 novembre 2014  | Sydney                | Australia       | Allphones Arena                 | 7                  | 93.841 / 93.841                           | $12.177.000  |
| 25 novembre 2014  | Sydney                | Australia       | Allphones Arena                 | 7                  | 93.841 / 93.841                           | $12.177.000  |
| 27 novembre 2014  | Brisbane              | Australia       | Brisbane Entertainment Centre   | 7                  | 60.159 / 60.159                           | $7.350.110   |
| 28 novembre 2014  | Brisbane              | Australia       | Brisbane Entertainment Centre   | 7                  | 60.159 / 60.159                           | $7.350.110   |
| 30 novembre 2014  | Brisbane              | Australia       | Brisbane Entertainment Centre   | 8                  | 60.159 / 60.159                           | $7.350.110   |
| 1º dicembre 2014  | Brisbane              | Australia       | Brisbane Entertainment Centre   | 8                  | 60.159 / 60.159                           | $7.350.110   |
| 4 dicembre 2014   | Melbourne             | Australia       | Rod Laver Arena                 | 8                  | [ 23 ]                                    | [ 23 ]       |
| 6 dicembre 2014   | Melbourne             | Australia       | Rod Laver Arena                 | 8                  | [ 23 ]                                    | [ 23 ]       |
| 7 dicembre 2014   | Melbourne             | Australia       | Rod Laver Arena                 | 8                  | [ 23 ]                                    | [ 23 ]       |
| 10 dicembre 2014  | Melbourne             | Australia       | Rod Laver Arena                 | 8                  | [ 23 ]                                    | [ 23 ]       |
| 12 dicembre 2014  | Sydney                | Australia       | Allphones Arena                 | 8                  | [ 24 ]                                    | [ 24 ]       |
| 13 dicembre 2014  | Sydney                | Australia       | Allphones Arena                 | 8                  | [ 24 ]                                    | [ 24 ]       |
| 15 dicembre 2014  | Brisbane              | Australia       | Brisbane Entertainment Centre   | 8                  | [ 25 ]                                    | [ 25 ]       |
| 19 dicembre 2014  | Auckland              | Nuova Zelanda   | Vector Arena                    | 8                  | 24.157 / 24.157                           | $3.046.890   |
| 20 dicembre 2014  | Auckland              | Nuova Zelanda   | Vector Arena                    | 8                  | 24.157 / 24.157                           | $3.046.890   |
| Europa            |                       |                 |                                 |                    |                                           |              |
| 16 febbraio 2015  | Barcellona            | Spagna          | Palau Sant Jordi                | 9                  | N.D.                                      | N.D.         |
| 17 febbraio 2015  | Montpellier           | Francia         | Park&Suites Arena               | 9                  | N.D.                                      | N.D.         |
| 20 febbraio 2015  | Lione                 | Francia         | Halle Tony Garnier              | 9                  | N.D.                                      | N.D.         |
| 21 febbraio 2015  | Assago                | Italia          | Mediolanum Forum                | 9                  | N.D.                                      | N.D.         |
| 23 febbraio 2015  | Praga                 | Repubblica Ceca | O2 Arena                        | 9                  | N.D.                                      | N.D.         |
| 24 febbraio 2015  | Cracovia              | Polonia         | Kraków Arena                    | 9                  | N.D.                                      | N.D.         |
| 26 febbraio 2015  | Vienna                | Austria         | Wiener Stadthalle               | 9                  | N.D.                                      | N.D.         |
| 27 febbraio 2015  | Bratislava            | Slovacchia      | Ondrej Nepela Arena             | 9                  | N.D.                                      | N.D.         |
| 1º marzo 2015     | Zurigo                | Svizzera        | Hallenstadion                   | 9                  | 13.000 / 13.000                           | $1.183.140   |
| 2 marzo 2015      | Monaco di Baviera     | Germania        | Olympiahalle                    | 9                  | N.D.                                      | N.D.         |
| 4 marzo 2015      | Anversa               | Belgio          | Sportpaleis                     | 9                  | 18.396 / 19.920                           | $1.045.430   |
| 5 marzo 2015      | Colonia               | Germania        | Lanxess Arena                   | 9                  | N.D.                                      | N.D.         |
| 7 marzo 2015      | Herning               | Danimarca       | Jyske Bank Boxen                | 9                  | N.D.                                      | N.D.         |
| 9 marzo 2015      | Amsterdam             | Paesi Bassi     | Ziggo Dome                      | 9                  | N.D.                                      | N.D.         |
| 10 marzo 2015     | Amsterdam             | Paesi Bassi     | Ziggo Dome                      | 9                  | N.D.                                      | N.D.         |
| 12 marzo 2015     | Amburgo               | Germania        | O2 World Hamburg                | 9                  | 7.936 / 11.664                            | $537.228     |
| 13 marzo 2015     | Berlino               | Germania        | O2 World Berlin                 | 9                  | 12.491 / 12.515                           | $753.185     |
| 15 marzo 2015     | Riga                  | Lettonia        | Arena Riga                      | 9                  | N.D.                                      | N.D.         |
| 18 marzo 2015     | Helsinki              | Finlandia       | Hartwall Arena                  | 9                  | N.D.                                      | N.D.         |
| 20 marzo 2015     | Bærum                 | Norvegia        | Telenor Arena                   | 9                  | N.D.                                      | N.D.         |
| 22 marzo 2015     | Stoccolma             | Svezia          | Ericsson Globe                  | 9                  | N.D.                                      | N.D.         |
| Asia              |                       |                 |                                 |                    |                                           |              |
| 18 aprile 2015    | Canton                | Cina            | Guangzhou Sports Arena          | 10                 | N.D.                                      | N.D.         |
| 21 aprile 2015    | Shanghai              | Cina            | Mercedes-Benz Arena             | 10                 | N.D.                                      | N.D.         |
| 22 aprile 2015    | Shanghai              | Cina            | Mercedes-Benz Arena             | 10                 | N.D.                                      | N.D.         |
| 25 aprile 2015    | Tokyo                 | Giappone        | Tokyo Metropolitan Gymnasium    | 10                 | N.D.                                      | N.D.         |
| 26 aprile 2015    | Tokyo                 | Giappone        | Tokyo Metropolitan Gymnasium    | 10                 | N.D.                                      | N.D.         |
| 28 aprile 2015    | Taipei                | Taiwan          | Taipei Arena                    | 3                  | N.D.                                      | N.D.         |
| 1º maggio 2015    | Macao                 | Macao           | Cotai Arena                     | 10                 | N.D.                                      | N.D.         |
| 2 maggio 2015     | Macao                 | Macao           | Cotai Arena                     | 10                 | N.D.                                      | N.D.         |
| 7 maggio 2015     | Santa Maria           | Filippine       | Philippine Arena                | 10                 | N.D.                                      | N.D.         |
| 9 maggio 2015     | Giacarta              | Indonesia       | Indonesia Convention Exhibition | 10                 | N.D.                                      | N.D.         |
| 11 maggio 2015    | Singapore             | Singapore       | Singapore Indoor Stadium        | 10                 | N.D.                                      | N.D.         |
| 14 maggio 2015    | Bangkok               | Thailandia      | IMPACT Arena                    | 10                 | N.D.                                      | N.D.         |
| Sud America       |                       |                 |                                 |                    |                                           |              |
| 22 settembre 2015 | Lima                  | Perù            | Hipódromo de Monterrico         | 11                 | 15.635 / 15.635                           | $1.397.180   |
| 25 settembre 2015 | San Paolo del Brasile | Brasile         | Allianz Parque                  | 12                 | 35.564 / 35.564                           | $2.128.220   |
| 27 settembre 2015 | Rio de Janeiro        | Brasile         | Parque dos Atletas              | N.D.               | N.D.                                      | N.D.         |
| 29 settembre 2015 | Curitiba              | Brasile         | Pedreira Paulo Leminski         | 13                 | 16.076 / 16.076                           | $1.115.000   |
| 3 ottobre 2015    | Buenos Aires          | Argentina       | Hipódromo de Palermo            | 13 ; 14            | 17.623 / 17.623                           | $1.745.600   |
| 6 ottobre 2015    | Santiago del Cile     | Cile            | Explanada del Estadio Nacional  | 13                 | 23.438 / 23.438                           | $1.955.240   |
| 9 ottobre 2015    | Bogotà                | Colombia        | Parque Deportivo 222            | 13 ; 15            | 18.796 / 18.796                           | $1.409.520   |
| Centro America    |                       |                 |                                 |                    |                                           |              |
| 12 ottobre 2015   | San Juan              | Porto Rico      | Coliseo de Puerto Rico          | 13                 | 15.218 / 15.653                           | $1.691.275   |
| 15 ottobre 2015   | Panama                | Panama          | Plaza Figali                    | 13                 | 6.928 / 8.000                             | $968.479     |
| 18 ottobre 2015   | Alajuela              | Costa Rica      | Parque Viva                     | 13                 | 16.199 / 16.199                           | $1.423.310   |
| Totale            | Totale                | Totale          | Totale                          | Totale             | 1.515.864 / 1.537.369 (98.6%)             | $160.293.758 |